# Мститель (повесть)
«Мститель» (эст. Tasuja) — историческая повесть эстонского писателя Эдуарда Борнхёэ, опубликованная в 1880 году. Считается одним из классических произведений эстонской литературы.

## Сюжет
Действие повести происходит в первой половине XIV века в Северной Эстонии, в области Харьюмаа, входившей тогда в состав Датского королевства. Датские и немецкие рыцари жестоко угнетали в это время эстонских крестьян. Главный герой — сын свободного крестьянина-эстонца Яанус, влюблённый в рыцарскую дочь Эмилию. Его дружба с братом Эмилии Одо прекращается из-за мальчишеской ссоры. Спустя пять лет Одо, унаследовав отцовский замок, сжигает усадьбу Яануса, а его отца бросает в темницу. Яануса считают погибшим в огне, но через полгода он появляется под новым именем, Тазуя («мститель»), и поднимает восстание. Крестьяне по всей Северной Эстонии берут замки и убивают господ вместе с их семьями.
Тазуя со своим отрядом отделяется от повстанческой армии, осаждающей Таллин, чтобы взять замок Одо. Штурм заканчивается победой, Тазуя, нашедший в замковом подземелье труп отца, убивает Одо в поединке. Однако Эмилия на коленях просит его пощадить остальных и говорит, что любит рыцаря Куно. Тазуя возвращается к Таллину, куда к тому моменту пришла армия ландмейстера Ливонского ордена, и погибает в битве.

## Создание и оценки
«Мститель» стал одним из первых произведений Эдуарда Борнхёэ: он увидел свет в 1880 году, когда автору было 18 лет. Писатель, по его словам, хотел изложить сюжет «простым, всем понятным языком», показать эстонскому народу «выросших в его собственной среде героев, такие их качества и подвиги, которые захватывали бы простого читателя». Его целью было «пробудить самосознание народа, воспитать в нём чувство гордости». Повесть обрела огромную популярность, в 1888 году вышли её второе издание на языке оригинала и перевод на финский язык.
Литературоведы характеризуют повесть как романтическое произведение, в котором важную роль играет пафос народной борьбы за свободу. Герои «Мстителя» — цельные натуры, тесно связанные со своими народами. Борнхёэ удалось создать динамичное повествование с высоким уровнем драматизма. Существует мнение, что эта повесть — лучшее произведение писателя, хотя в «Борьбе Виллу» и «Князе Гаврииле» он проявил больше мастерства.